# Kostel svatého Bartoloměje (Bakov nad Jizerou)
Kostel svatého Bartoloměje v Bakově nad Jizerou je římskokatolický farní kostel v Bakově nad Jizerou v okrese Mladá Boleslav. Původně pozdně gotická, později mnohokrát barokně přestavovaná sakrální stavba, se nachází při severní straně Mírového náměstí. Jedná se kostel bakovské farnosti v místě původní vsi, kde byl kostel jako připomínán již v polovině 14. století. Od roku 1967 je kostel chráněn jako kulturní památka.

## Historie

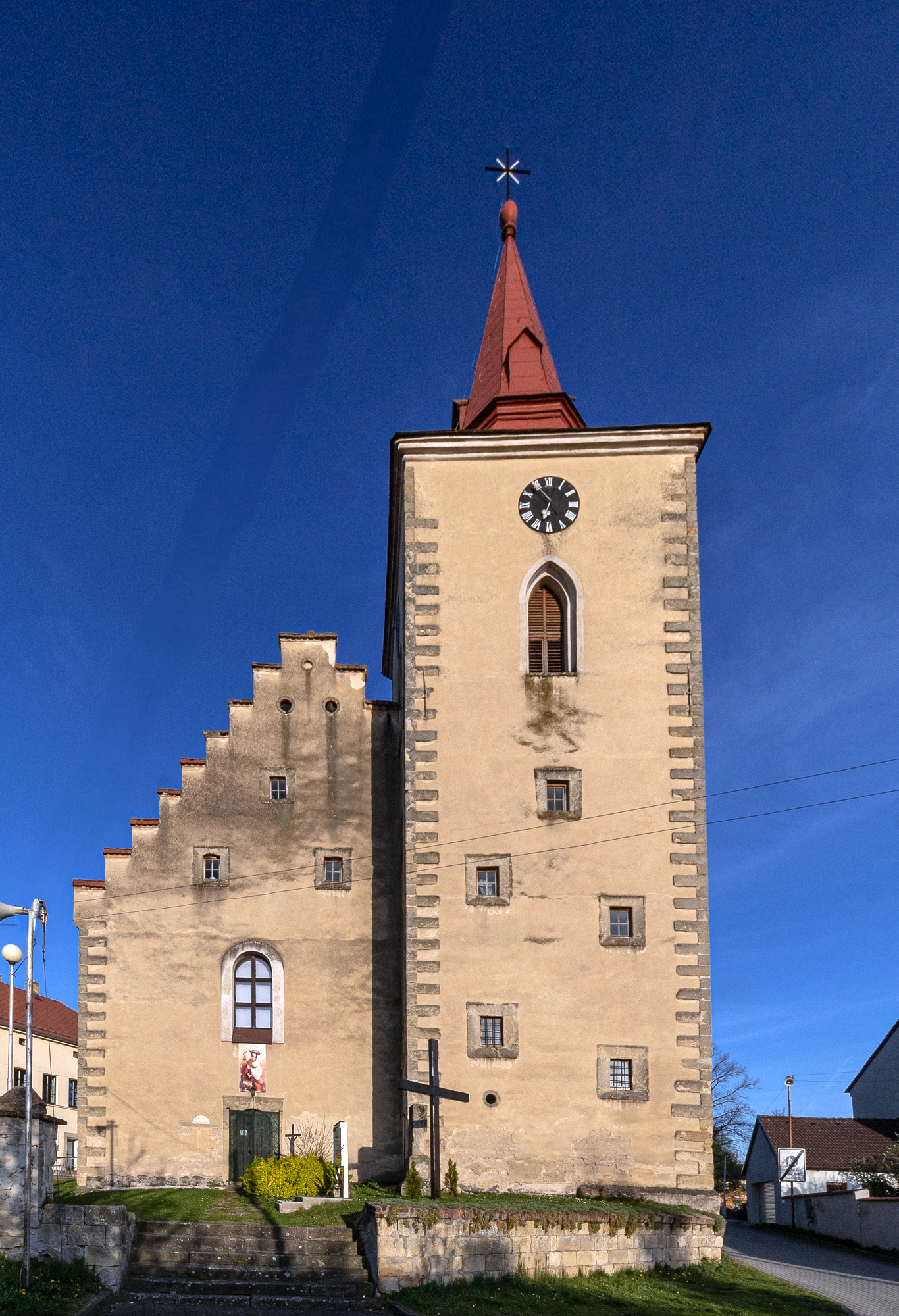
Věž bakovského kostela

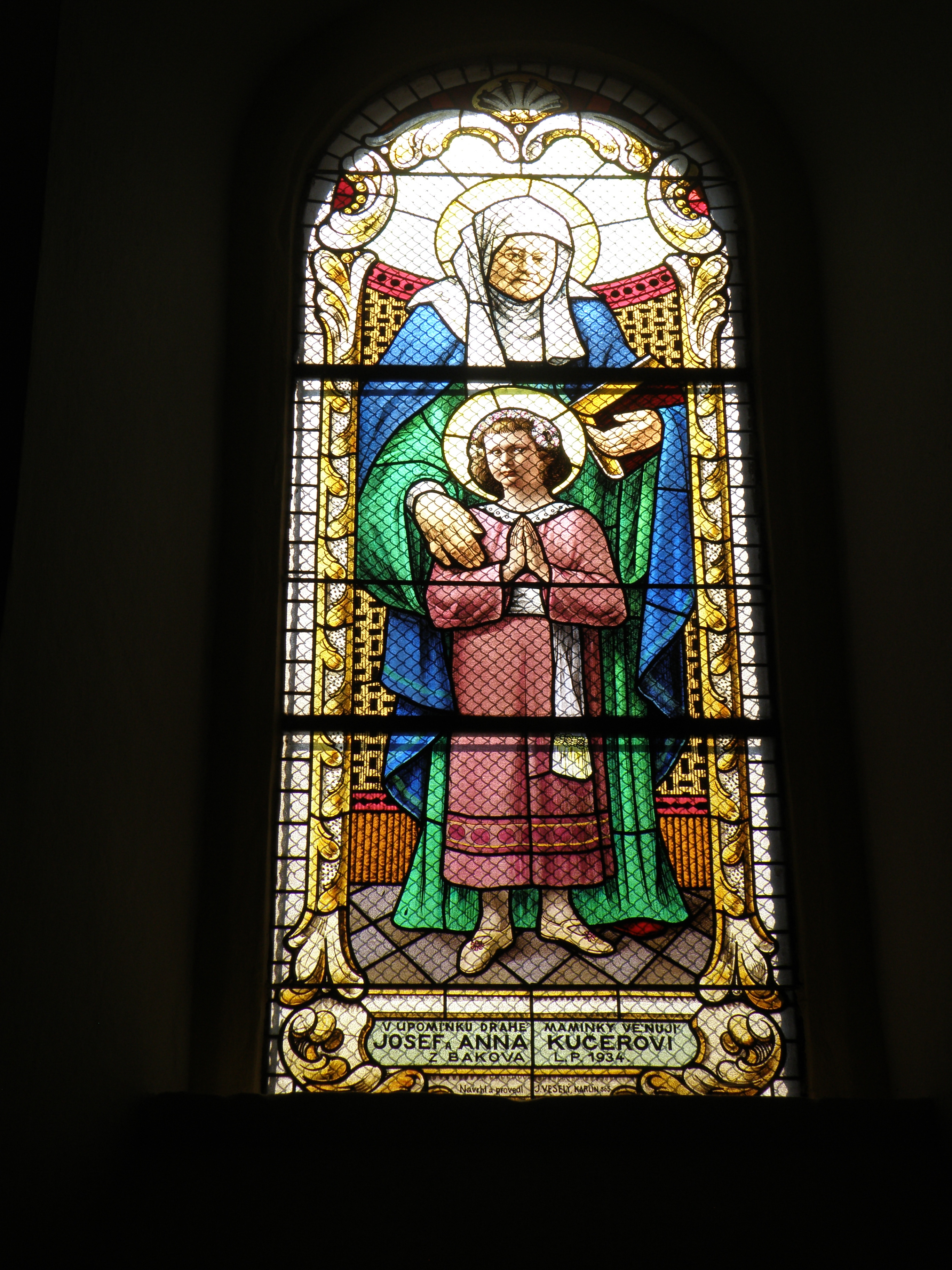
Okenní vitráž v bakovském kostele

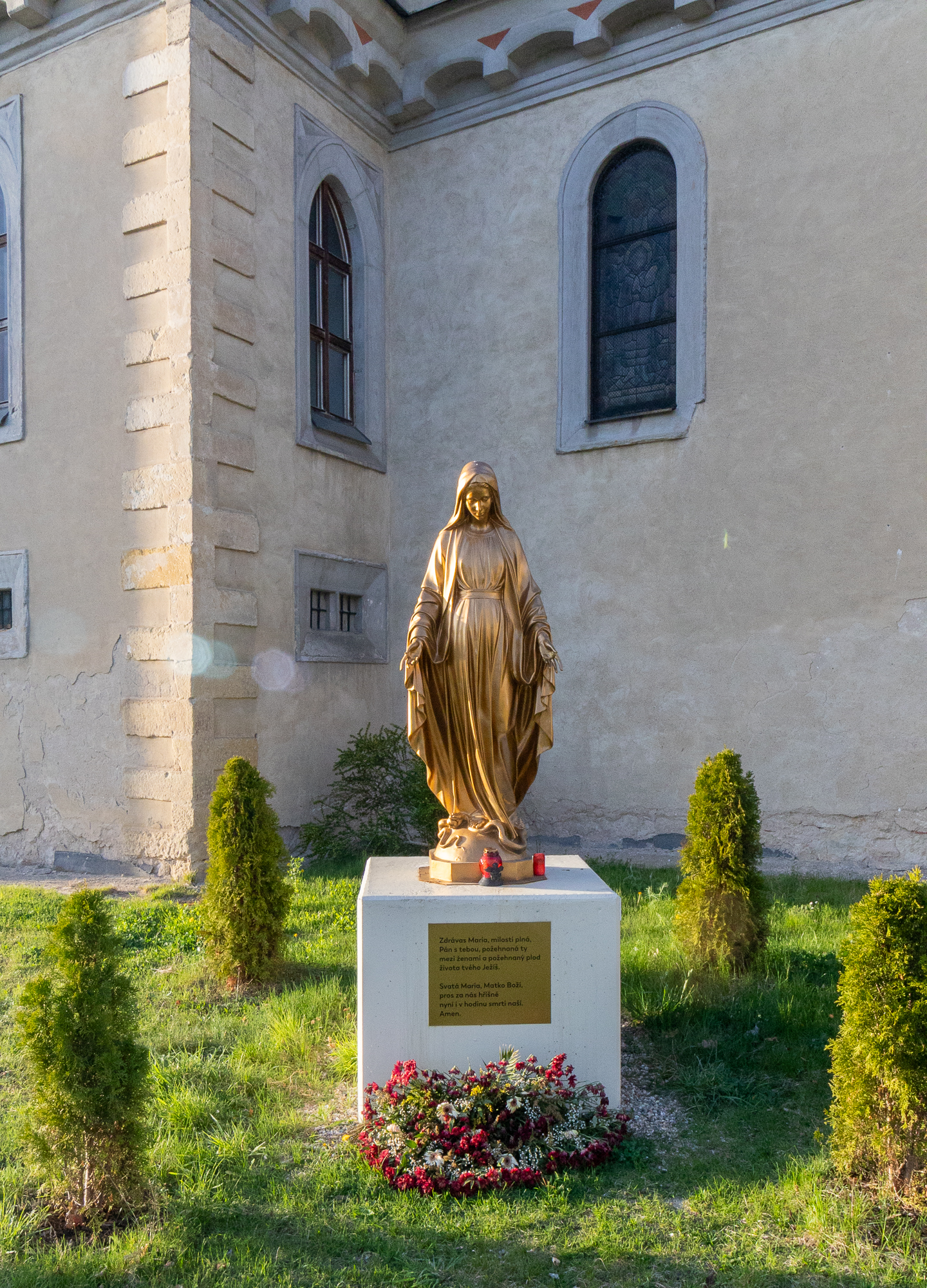
Pozlacená socha Panny Marie před kostelem

Kostel je připomínán je již v polovině 14. století. V jádru pozdní gotika z druhé poloviny 16. století. V roce 1614 byl manýristicky přestavěn. Po roce 1654, kdy kostel vyhořel, byl opraven v duchu baroka následně v letech 1741, 1744 a 1759 byl přestavěn. Další přestavby se kostel dočkal v letech 1838 a 1919. Do 21. století se zachoval v dobrém stavu.
Duchovní správci kostela jsou uvedeni na stránce: Římskokatolická farnost Bakov nad Jizerou.

## Architektura
Stavba je jednolodní, obdélná a hladká. V jihozápadním nároží má hranolovou věž, která byla postavena po roce 1657 a současné zastřešení získala v roce 1838. Po severní straně lodi se nachází mariánská kaple z roku 1744. Presbytář je obdélný, polygonálně uzavřený s renesanční římsou. K presbytáři na severní straně přiléhá sakristie s oratoří v patře a předsíňkou z roku 1759. V západním průčelí se nachází portál z roku 1656, který je orámovaný vegetabilním ornamentem a opatřený stoupavým štítem. Nároží věže, jejíž horní patro bylo přestavěno v roce 1791, je rustikováno.
Loď je uvnitř, oproti stavu z roku 1658 o něco nižší, s plochým stropem. Při jižní straně se nachází literátská kruchta spočívající na pilířových arkádách. Je jak sklenuta, tak i podklenuta křížovou klenbou. Kaple Panny Marie je obdélná, má valenou klenbu. Presbytář je sklenut hladkým křížem. Sakristie je obdélná. Má portál datovaný rokem 1741. Sakristie je sklenutá dvěma kříži, a stejně tak má i oratoř křížovou klenbu.

## Zařízení
Kostel je barokně i rokokově zařízen. Toto bohaté zařízení pochází ze 2. čtvrtiny 18. století.
Hlavní oltář je rokokový, rámový. Pochází z roku 1733 a je dílem Josefa Jiřího Jelínka z Kosmonos. Jsou na něm sochy sv. Floriána a sv. Václava. Nese obraz Nejsvětější Trojice z roku 1741 a nový titulní obraz sv. Bartoloměje, který je signován „Ant. Kossatecki pinxit 1819“.
Boční oltáře jsou protějškové, zasvěcené sv. Františku Xaverskému a sv. Janu Nepomuckému. Jedná se o rokokové rámové oltáře. Na prvním z těchto oltářů jsou sochy indického prince a andílků. Jedná se zřejmě o dílo J. Jelínka z roku 1757. Oltář má novější obrazy oproti svému vzniku. Roku 1742 bylo patrocinium oltáře (roku 1701 zasvěceno sv. Barboře) změněno na současné.
Ze stejného období pochází i oltář sv. Jana Nepomuckého od Františka Melichara z Rychnova. Je sloupový se sochami sv. Jáchyma, sv. Josefa a Panny Marie asi od J. Jelínka. Oltář zasvěcený tomuto patronovi byl zřízen nejprve farářem Zdeňkem Fialou roku 1707, po přenesení do Studénky byl roku 1749 vytvořen nový.
Zpovědnice jsou se sochami sv. Jana Nepomuckého, sv. Petra a sv. Maří Magdalény. Kamenná křtitelnice pochází z roku 1665, barokní lavice z roku 1744, pětiboká vyřezávaná kazatelna z roku 1759. Křížová cesta z roku 1831 je dílem Václava Patočky z Mnichova Hradiště.

### Zvony
Seznam zvonů doložených ve věži kostela:
| Název zvonu         | Výzdoba                                                | Nápis | Průměr | Hmotnost | Historie zvonu | Stav                                |
| ------------------- | ------------------------------------------------------ | --- | ------ | -------- | --- | ----------------------------------- |
| Maria               | ornamenty z lipových listů, reliéf P. Marie            | BAKOV NAD JIZEROU, L.P. 2020 | 92 cm  | 494 kg   | Odlit a zavěšen 2021, zvonařství Manoušek | zavěšeny v roce 2021                |
| Jan Pavel II        | ornamenty z lipových listů, reliéf Jana Pavla II.      | BAKOV NAD JIZEROU, L.P. 2020 | 78 cm  | 300 kg   | Odlit 2020, zavěšen 2021, zvonařství Manoušek | zavěšeny v roce 2021                |
| Faustyna Kowalska   | ornamenty z lipových listů, reliéf Faustyny Kowalske   | BAKOV NAD JIZEROU, L.P. 2020 | 61 cm  | 144 kg   | Odlit a zavěšen 2021, dar města Bakov nad Jizerou, zvonařství Manoušek | zavěšeny v roce 2021                |
| Neznámý název       |                                                        | |        |          | tzv. restituční zvon z roku 1608 zavěšený roku 1949 | snesen v roce 2021                  |
| Neznámý název       |                                                        | | 92 cm  | 430 kg   | Odlité r. 1924 R. Heroldem v Chomutově | zrekvírované v roce 1942            |
| Neznámý název       |                                                        | | 75 cm  | 246 kg   | Odlité r. 1924 R. Heroldem v Chomutově | zrekvírované v roce 1942            |
| Neznámý název       |                                                        | | 66 cm  | 164 kg   | Odlité r. 1924 R. Heroldem v Chomutově | zrekvírované v roce 1942            |
| Nejsvětější Trojice | akantový pás, reliéf Nejsvětější Trojice, městský znak | POŽÁREM ZRUŠEN R. 1869 PŘELIT JEST R. 1872 NÁKLADEM JEHO EXCELLENCE VYSOKORODÉHO PÁNA, PANA ARNOŠTA HRABĚTE Z WALDŠTEINŮ A WARTENBERGŮ KE CTI A CHVÁLE BOŽÍ. OD EDÚARDA PAÚLA V ĆESKE LIPÁ | 102 cm | 698 kg   | Přelit z původního zvonu z roku 1654 věnovaného Ferdinandem Arnoštem z Valdštejna a Marií Eleonorou z Valdštejna, rozenou z Rottalu                                                | zrekvírované za první světové války |
| Poledník            | akantový pás, reliéf světce, městský znak              | POŽÁREM ZRUŠEN R. 1869 PŘELIT JEST R. 1872 NÁKLADEM JEHO EXCELLENCE VYSOKORODÉHO PÁNA, PANA ARNOŠTA HRABĚTE Z WALDŠTEINŮ A WARTENBERGŮ KE CTI A CHVÁLE BOŽÍ. OD E. PAULA V ĆESKÉ LIPĚ      | 80 cm  | 282 kg   | Přelit z původního zvonu sv. Bartoloměje z roku 1654 věnovaného Ferdinandem Arnoštem z Valdštejna a Marií Eleonorou z Valdštejna, rozenou z Rottalu, odlit Mikulášem Löwem v Praze | zrekvírované za první světové války |
| Občanský            | reliéf Anděla Strážce                                  | PO POŽÁRU DNE 8. ZÁŘI 1869 BYL TENTO NOVÝ ZVON NÁKLADEM OBČANŮ FARNOSTI BAKOVSKÉ A JINÝCH DOBRODINCŮ ROKU 1872 ULIT. E. PAUL Č. LIPA                                                       | 68 cm  | 144 kg   | | zrekvírované za první světové války |
| Umíráček            | listová bordura                                        | ČLOVĚČE POMNI † KDO JSI ULIL A. DIEPOLD V PRAZE 1911 | 27 cm  | 24 kg    | Původní umíráček byl zavěšen roku 1730 | zrekvírované za první světové války |
| Sv. Jan Nepomucký   | reliéf sv. Jana Nepomuckého                            | S. JOHANN 1837 | 39 cm  | 50 kg    | Původně z roku 1735 z chrámu sv. Barbory, přenesen 1791, přelit 1837 | neznámý                             |

## Okolí kostela

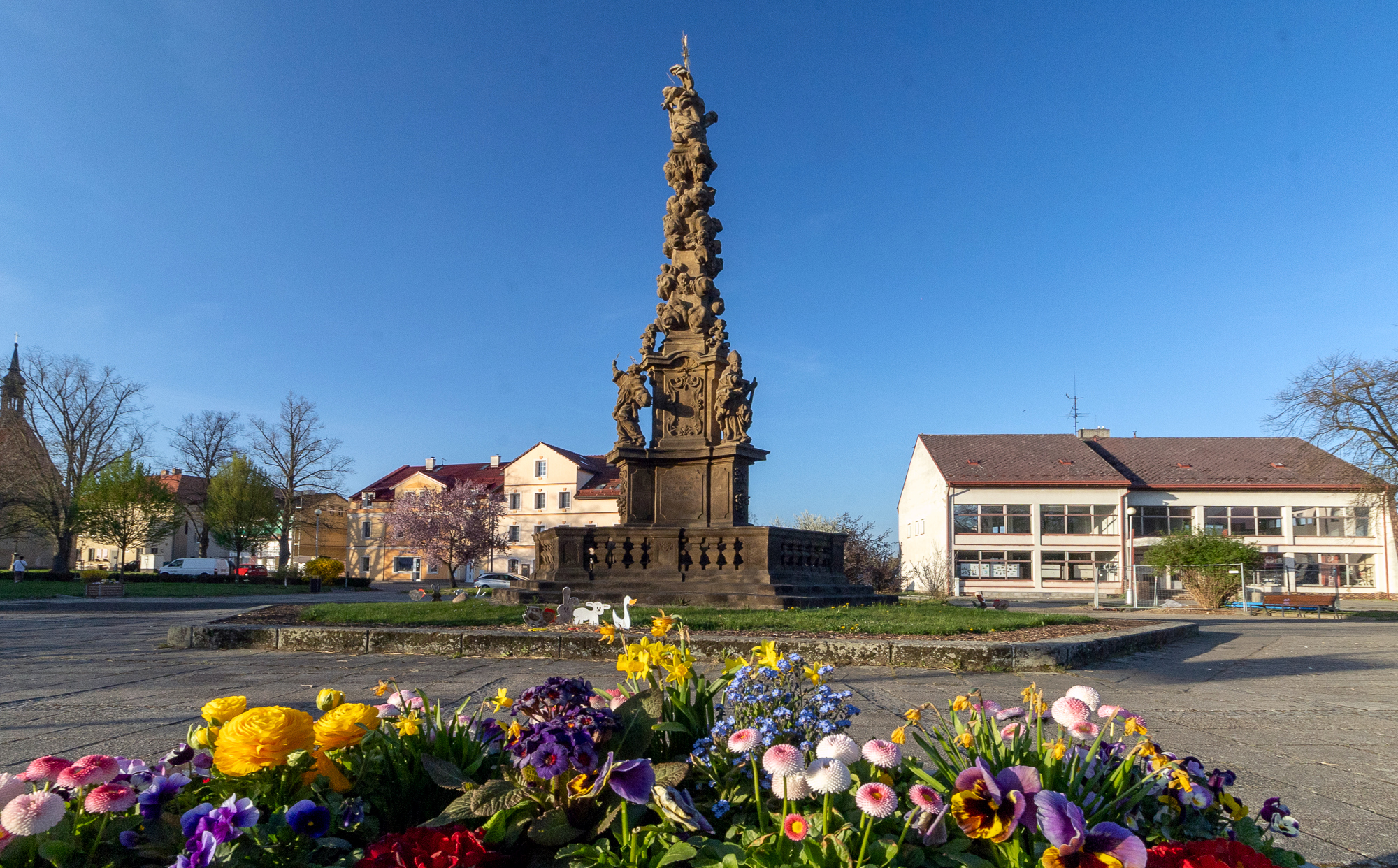
Obelisk Nejsvětější Trojice na náměstí

Oproti kostelu se nachází pozdně barokní fara z roku 1774. Jedná se o obdélnou, jednopatrovou hladkou stavbu. Před severním průčelím kostela sv. Bartoloměje, resp. před farou, je socha sv. Jana Nepomuckého z roku 1731, která je kulturní památkou České republiky. Na náměstí je umělecky hodnotý barokní bakovský sloup Nejsvětější Trojice, který je také kulturní památkou České republiky.